# حصار الرس
نشأت الدولة السعودية الأولى في منطقة شبه الجزيرة العربية على يد محمد بن سعود متأثرة بفكر الإمام محمد بن عبد الوهاب، ورأت الدولة العثمانية في الدولة الوليدة خطرا يهدد نفوذها ومصالحها في المنطقة، فطلب السلطان العثماني آنذاك من محمد علي باشا والي مصر أن يرسل جيشه للقضاء عليها فأرسل حملة بقيادة ابنه طوسون ثم أخرى بقيادة ابنه إبراهيم وهي التي حدث فيها حصار الرس.
توجّهت تلك الحملة المصرية، فوصلت إلى الحجاز بقيادة إبراهيم محمد علي باشا  في ذي القعدة سنة 1231 هجرية. ثم توجه إلى القصيم، وقبل توغله كثيرًا في أراضي القصيم اشتبك مع قوات تابعة للإمام عبد الله بن سعود بن عبد العزيز بن محمد آل سعود عدة اشتباكات، وكانت الغلبة لقوات إبراهيم باشا. وبعد ذلك واصل الزحف حتى وصل إلى بلدة الرس بالقصيم و بدأ حصارها.
في أثناء ذلك حصلت الحرب المشهورة عام 1232 هـ بين أهل الرس وبين إبراهيم باشا الذي خرج بعد تمركزه بالمدينة قاصدًا الدرعية للإستيلاء عليها. وقد طوع جميع البلدان التي مر بها عدا مدينة الرس التي استعصت عليه مما جعله يأمر بقطع النخيل، ويحاصرهم أشهرا عديدة.

وكان يحيط بالرس سور منيع، ولما كان مخيمه الرئيسي محاذيًا للمدينة من الجهة الجنوبية فقد حفر نفقاً يقارب طوله كيلومترين اثنين ، ويبدأ هذا النفق من موقع مخيمه وينتهي بمقصورة الرس الجنوبية، وملأه بكمية من ملح البارود بقصد نسف السور. وبينما كان جنود إبراهيم باشا يحفرون النفق في الليل، سمعت امرأة كبيرة صوت الحفر عندما كانت تطحن القمح بالرحى ليلا، فذهبت إلى الشيخ الأمير قرناس وأخبرته بذلك الصوت، فذهب معها واستمع لذلك الصوت، وكان يمتاز بالفطنة والذكاء والدهاء فعلم أن هذا الصوت هو صوت حفر تحت الأرض من جنود إبراهيم باشا بهدف نسف السور . فابتكر الشيخ الأمير قرناس حيلة ناجحة، هي أن يتم حفر نفق مقابل لهم ومن ثم قام بفتح نافذة صغيرة تطل على اللغم وأتى بقط وعقد في ذيله فتيلة وأشعل فيها النار، ثم أدخل القط بالنفق فاتجه نحو تلك الفتحة الأمر الذي أدى إلى اشتعال البارود والقضاء على الكثير من جنود إبراهيم باشا. ويقدر عدد قتلى جنود إبراهيم باشا في هذه الحرب حوالي ألف وخمسمائة رجل حسبما روي عن الشيخ صالح القرناس، أو ستمـائة رجـل حسبمـا ذكـره عثمان بن بشر في كتابه (عنوان المجد في تاريخ نجد). بينما بلغ عدد القتلى من الرس ما يقارب سبعين شهيداً قبروهم في مقبرة تقع وسط الرس الحالية وتعرف بمقبرة (الشهداء) وقد خلد شعراء الرس هذه الحرب ومن بينهم الشاعر صالح بن محمد العوض في قصيدة مطلعها:
 كما خلدها أيضا الشاعر إبراهيم الدخيل الخربوش الذي يسمونه (شاعر الحرب والفخر بالرس) ومن قصيدة له مشهورة قال فيها:

كما خلدتها الشاعرة موضي بنت سعد الدهلاوي والتي يقال لها الدهلاوية في قصيدة مطلعها:
كما تولى قيادة أمـور الحـرب الشيخ قرناس بن عبد الرحمن بن قرناس «بنفسه» المولود سنة 1194 هـ والمتوفي سنة 1262 هـ.
وعن الشيخ الأمير قرناس وما قام به من أعمال تمتاز بالذكاء والدهاء قال أيضا: «ما رأيت في نجد أذكى من إثنين الشيخ قرناس والجربوع... فلما سئل عن علاقة ذلك قال: الشيخ قرناس مثل الجربوع له بيت يخبر وبيت لا يخبر... وذلك لأنه حاول القبض عليه ولم يتمكن منه. ومنها قصته عندما رحل عن الرس ومر بجبل أبان الحمر حيث قال» والله أني أعلم أن قرناس في هذا الجبل ولك من يستطيع الوصول إليه «وكذلك قصته عندما كان الشيخ الأمير يصلي بالناس الفجر...»

أيضا ما قاله المايسترو إبراهيم باشا عندما عجز عن السيطرة على الرس بسبب بسالة وشجاعة أهلها حيث قال: 